# Róbert Puzsér
Róbert Puzsér (* 24. Oktober 1974 in Budapest) ist ein ungarischer Publizist, Moderator, Redakteur und Gesellschaftskritiker.

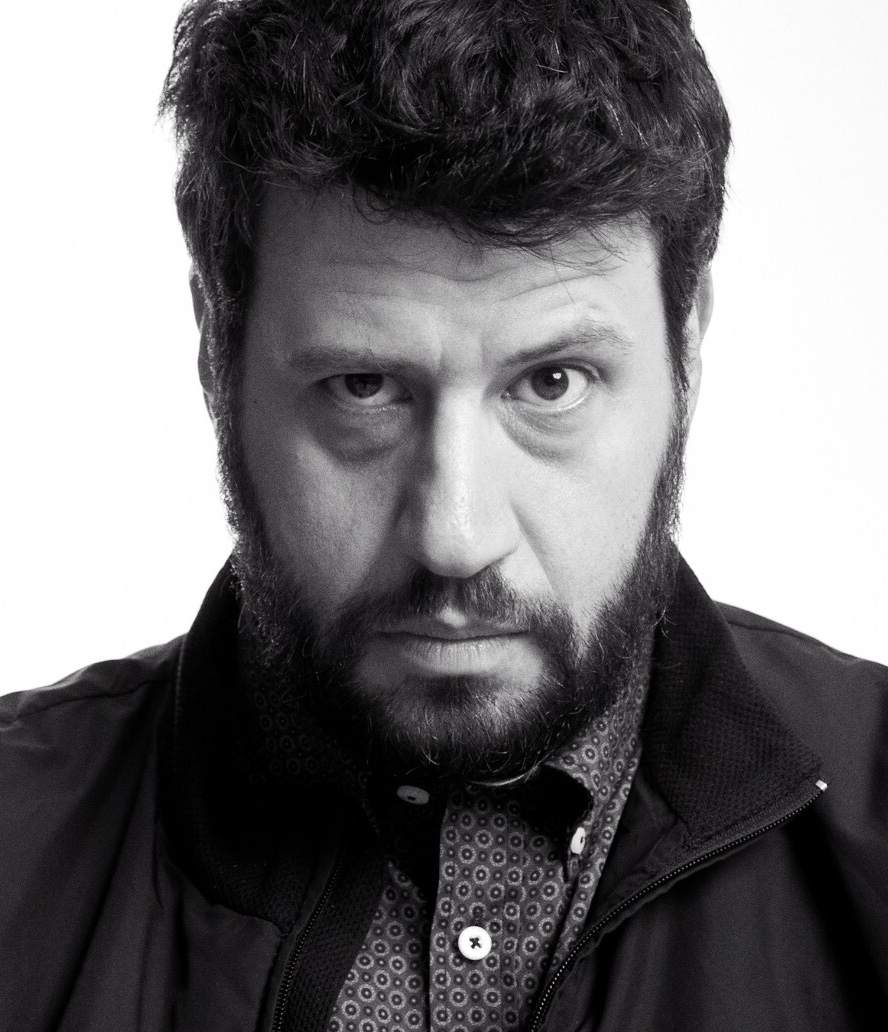
Róbert Puzsér, vor 2020

## Leben
Seine jüdische Mutter überlebte den Holocaust.
Nach seinem Diplomabschluss als Lehrer für Geschichte sowie Ungarische Literatur und Sprache an der Károli-Gáspár-Reformierte-Universität in Budapest arbeitete er ein Jahr lang als Geschichtslehrer an einer Mittelschule. Als Kultur-, Medien- und Gesellschaftskritiker ist er seit 2004 regelmäßiger Gast in Fernsehen und Radio und absolviert wöchentlich mehrere öffentliche Bühnenauftritte im Budapester Nachtleben. Als freier Autor verfasst er für zahlreiche Portale, Zeitungen und Magazine Artikel und Essays. Mit mehreren, langjährigen, zu Freunden gewordenen Mitarbeitern betreibt er die Online-Plattform szelsokozep.com, wo er unter anderem eigene Kritiken in schriftlicher sowie in audiovisueller Form veröffentlicht und öffentlich diskutieren lässt.
Bei den Kommunalwahlen 2019 in Ungarn kandidierte er für die Liste Állampolgárok a Centrumban Egyesület für den Posten des Oberbürgermeisters von Budapest mit dem Programm „Sétáló Budapest“ (auf Deutsch etwa „Spazierender Budapest“) und erhielt 4,46 Prozent der abgegebenen Stimmen.

## Sendungen
- Gang (MTV, 2004–2005, regelmäßiger Gast)
- Szélsőközép (Budapest Rádió, 2005–2006, Redakteur und Moderator)
- Demokrácia Rt.(Budapest Rádió, 2005–2006, Redakteur und Moderator)
- Apokalipszis Rt. (Budapest Rádió, 2006–2007, Redakteur und Moderator)
- Na, mi újság? (Budapest TV, 2007–2008, Redakteur und Moderator)
- Lapzárta (Hír TV, 2007–2008, regelmäßiger Gast)
- Szigorúan Ellenőrzött Mondatok (Echo TV, 2008, Redakteur und Moderator)
- Szélsőközép (RadioCafé, 2008, Redakteur und Moderator)
- A hét mesterlövésze (RadioCafé, 2009–2011, Filmkritik – Redakteur und Moderator)
- A hét mesterlövésze (Wiederholung aller Sendungen: Jazzy Radio, seit 2013)
- Csillag Születik (RTL Klub, 2012, Jurymitglied)
- Aranylövés Puzsérral (SportKlub, seit 2015, Moderator)
- Önkényes Mérvadó (Jazzy Radio, seit 2015, Moderator)

## Regelmäßige Bühnenauftritte
- Reklámtörvényszék (Ötkert, Budapest, 2013, wöchentlich – Medienkritik)
- Sznobjektív (Gozsdu Manó Klub, Budapest, 2012–2014, wöchentlich – Kulturkritik)
- Stand-up Tragedy (stattfindend in verschiedenen Lokalen budapestweit, seit 2012, Gesellschaftskritik)
- A Civilizáció Visszavág (Corvin Dumaszínház, Budapest, seit 2015, Gesellschaftskritik)
- Apu azért iszik, mert te sírsz (Mika Tivadar Mulató, Budapest, seit 2011, wöchentlich, Gesellschaftskritik und Philosophie)

## Werke
- Forrás (Quelle, Spirituelle Sinnsuche), Scolar Kiadó, 2008, ISBN 978-963-244-035-4.
- Szélsőközép – a könyv (Szelsokozep – das Buch, Gesellschaftskritik), – Konkrét Könyvek – The * Sign Stúdió, 2012, ISBN 978-963-89662-0-9.
- A Hét Mesterlövésze 1 – Az 50 legjobb film (Die glorreichen der sieben Tage – Die 50 besten Filme, Filmkritik im Dialog), Scolar Kiadó, 2012, ISBN 978-963-244-387-4.
- A Hét Mesterlövésze 2 – Az 50 legjobb film (Die glorreichen der sieben Tage – Filmkritik im Dialog), Scolar Kiadó, 2013, ISBN 978-963-244-454-3.
- A Zsidók Szégyene (Schande der Juden, ein Thesendrama), Konkrét könyvek, 2014, ISBN 978-963-7424-68-7.

## Interessant
- Zahlreiche, von Puzsér stammende Wortverbindungen, wie „szellemi kútmérgezés“ (etwa: geistige Brunnenvergiftung) oder „pusztító alpáriság“ (etwa: vernichtende Obszönität) wurden dank Puzsérs eigentümlicher Vortragsweise binnen kurzer Zeit nach ihrer Veröffentlichung zu Phraseologismen der ungarischen Sprache.